# Torrejón City
Torrejón City ist ein früher, 1962 entstandener, komödiantischer Western aus spanischer Produktion, bei dem León Klimovsky Regie führte. Der Film wurde bislang nicht im deutschsprachigen Raum gezeigt.

## Handlung
Als der seltsame Cowboy Tom Rodriguez – kurzsichtig und mit Weinschläuchen in den Satteltaschen – in Torrejón City, Wyoming, eintrifft, hält die gesamte Stadt ihn für den berüchtigten Gesetzlosen ‚El Malo‘. Denn Tom der Gute und Tom der Böse, sind äußerlich nahezu identisch. Als die Bewohner, die nicht in Panik geflohen sind, ihn aus diesem Grund sogar lynchen wollen, kommen sie auf die Idee, ihn zum Sheriff zu ernennen und als Köder zu benutzen, um ‚El Malo‘ anzulocken und ihn gefangen zu nehmen.

## Kritik
In einer sehr ausführlichen Rezeption bei westernsallitaliana.blogspot.com hieß es: „Klischees häufen sich: Viehzüchter, die Stacheldraht zum Schutz ihrer Ländereien aufstellen, Schurken, die kaltblütig jeden ermorden, der ihnen vorgesetzt wird, käufliche Sheriffs, Reiten, das einer Serie würdig wäre ... die Filmmusik verstärkt den parodistischen Ton des Ensembles. Und doch ist es keine Parodie, wie sein erster Western. Klimovsky bleibt ohne jede Ironie bei der Falsilla.“ „Der Unterschied besteht darin, dass der exzentrische Humor der Amerikaner in den spanischen Film eingetauscht wird, wobei die üblichen Stellen des Genres untergraben werden, mit einer Fülle von Anachronismen und Wortspielen.“

## Bemerkungen
Der Inszenierungsstil Klimovskys lehnt sich an Stummfilmkomödien an. Der seltene Film war selten zu sehen und ist bis heute kaum erhältlich.